# Naturpark Sierningtal-Flatzer Wand
Koordinaten: 47° 44′ 0″ N, 15° 59′ 0″ O
Der Naturpark Sierningtal–Flatzer Wand liegt in den Gutensteiner Alpen im südlichen Niederösterreich und stellt ein Naherholungsgebiet am Rande des Wiener Beckens dar.
Im Sierningtal war schon länger das Landschaftsschutzgebiet Sierningtal ausgewiesen, der Naturpark wurde 1976 gegründet und wird vom Verein Naturpark und Erholungsgebiet Sierningtal betreut.

## Lage und Landschaft
Der Naturpark liegt im Gemeindegebiet der Stadt Ternitz, am Oberlauf der Sierning, in einer waldreichen, extensiv genutzten Landschaft am Rand des Schneebergmassivs.
Das Landschaftsschutzgebiet umfasst die Katastralgemeinden Flatz und Sieding, als Naturpark ausgewiesen ist dessen Nordostteil, zwischen den Ortschaften Hintenburg und Raglitz und dem Strengberg. Beide Schutzzonen liegen zu jeweils etwa der Hälfte der Fläche auch im FFH-Gebiet Nordöstliche Randalpen: Hohe Wand-Schneeberg-Rax (Europaschutzgebiet AT1212A00, Managementplan Region Industrieviertel), am Südostende des nördlichen Schneeberg-Abschnitts dieses Gebiets, am Übergang zum südlichen Rax-Abschnitt.

## Natürliche Sehenswürdigkeiten
Die Wiesen sind reich an seltenen Pflanzenarten, Hecken und Obstkulturen. Besonders hervorzuhebende natürliche Sehenswürdigkeiten sind:

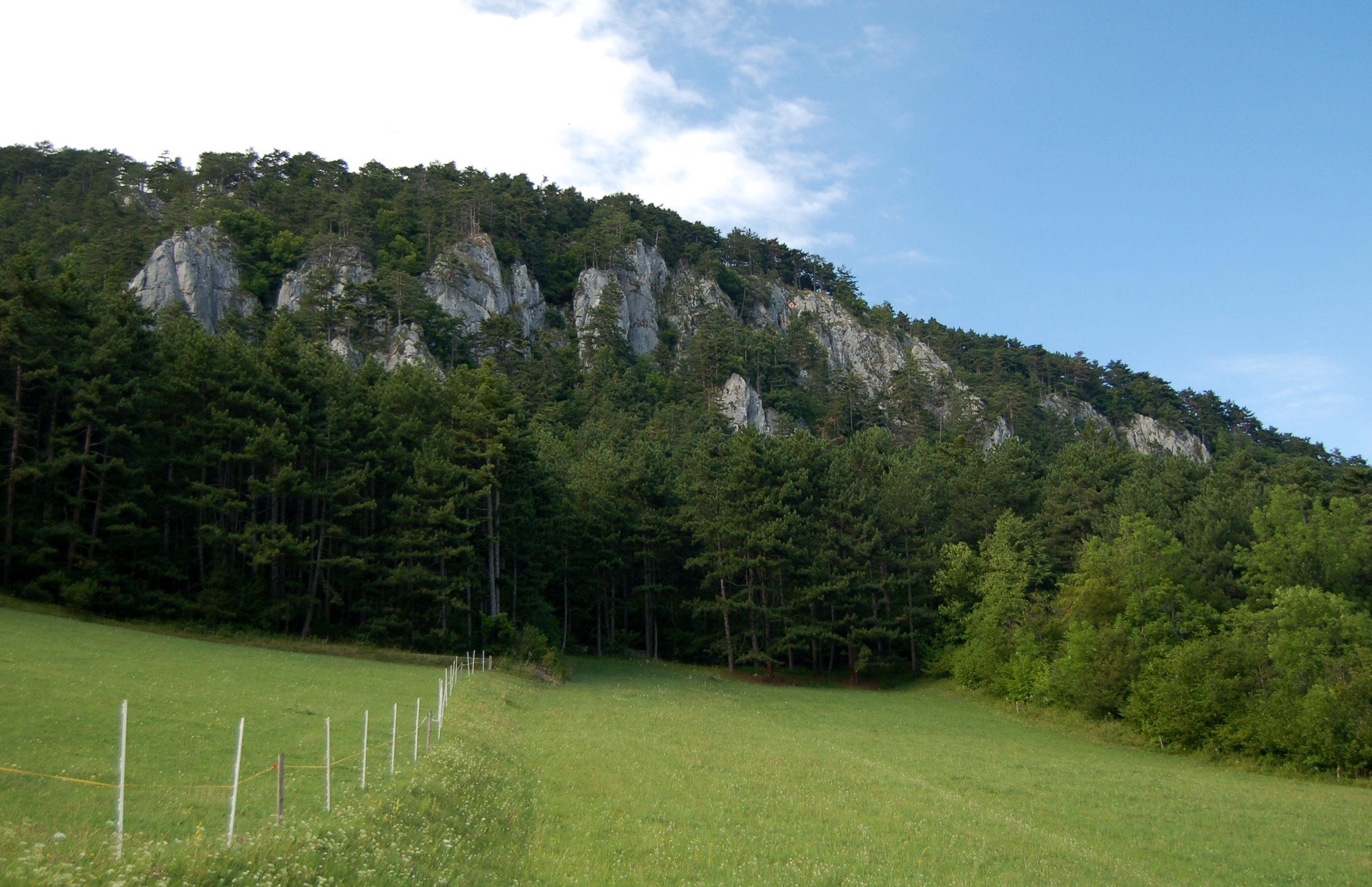
Flatzer Wand

- die Flatzer Wand bei Flatz ist ein interessantes Klettergebiet mit zahlreichen versicherten und unversicherten Steigen vom einfachen bis anspruchsvollen Schwierigkeitsgrad
- der Gösing mit 898 m ü. A. ist der höchste Gipfel, ein Wanderberg (Aussichtsbankerl unterhalb des Gipfels[2]), der über markierte Wanderwege zu erreichen ist.

Schutzobjekte:
- das Naturdenkmal Fleischesser Föhre[3]
- das Naturdenkmal Vierbrüderbaum
- das Naturdenkmal Sesselbäume Sesselbäume bei St Johann am Steinfelde

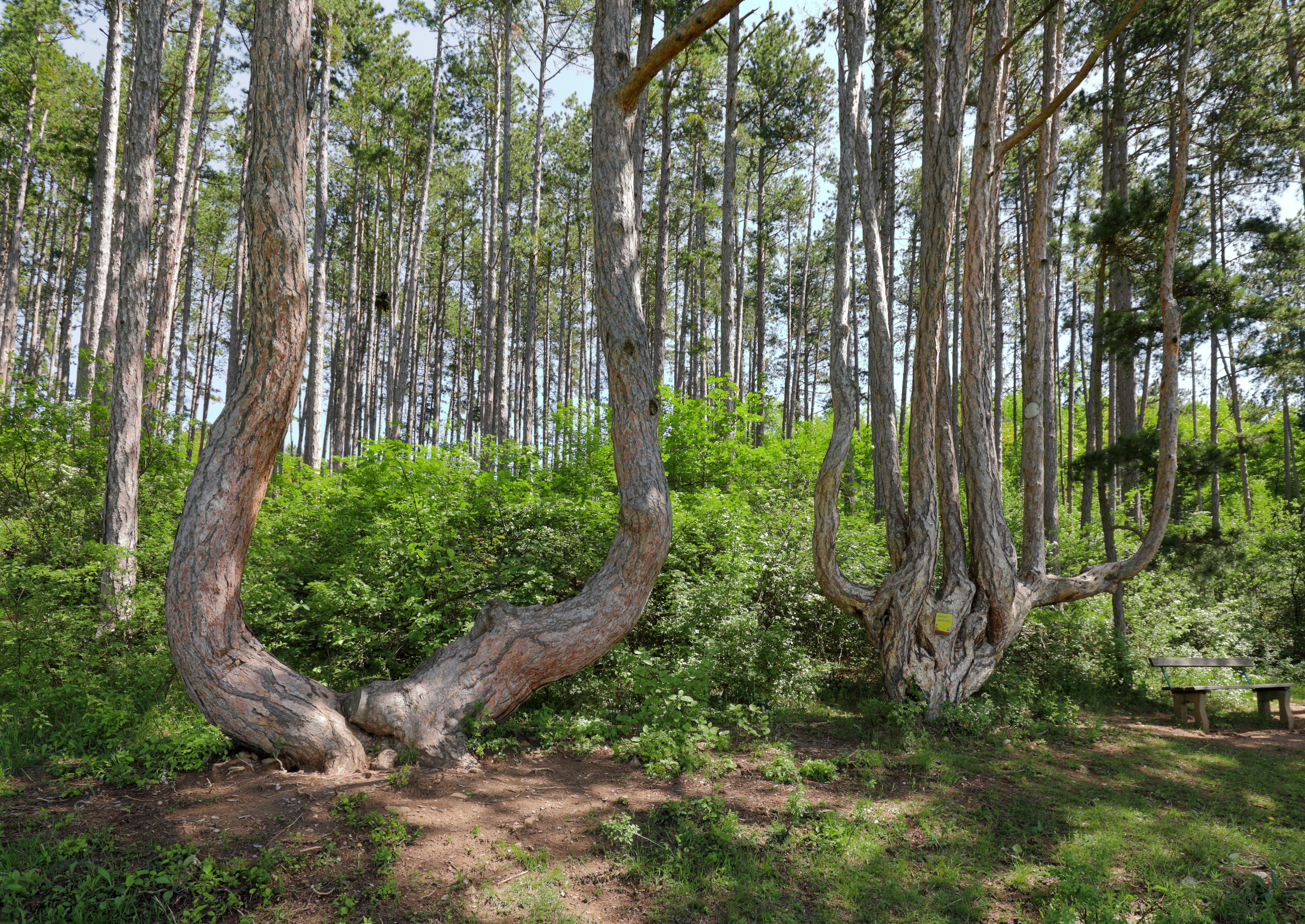
Sesselbäume bei St Johann am Steinfelde

- zahlreiche Höhlen der Flatzer Wand
- zahlreiche Höhlen im Gösing

## Errichtete Sehenswürdigkeiten und Erschließung
Der Verein kümmert sich um den Ausbau des Naturparks, wie die Einrichtung eines Informationslehrpfades und des Pechereimuseums. Es gibt einen Park bei Sieding mit Kinderspielplatz und Tiergehegen, einen Fitnessparcours bei Ternitz, einen beschilderten Naturlehrpfad, mehrere Grillstationen und eine Aussichtswarte am Gfieder-Berg.
Schutzhütte im Park ist das Neunkirchner Naturfreundehaus.